# Asclépiade (poète lyrique)
Pour les articles homonymes, voir Asclépiade.
Asclépiade est un poète lyrique grec, que l'on croit postérieur à Alcée et Sappho (VIe siècle av. J.-C.).

## Asclépiade dodécasyllabique
Il est l'inventeur d'un vers qui porte encore son nom, l'« Asclépiade dodécasyllabique », et qui se compose d'un spondée, de deux choriambes et d'un ïambe (ex. : Crescentem sequitur cura pecuniam, « Les soucis augmentent avec l'argent »).